# Rottenberg (album)
Rottenberg – minialbum polskich raperów: Małpy i Grubego Mielzky’ego oraz polskiego duetu prodecunckiego The Returners. Wydawnictwo ukazało się 16 lutego 2017 roku nakładem wytwórni Proximite. Płytę można było nabyć jedynie w opcji preorderu. Album nie został wprowadzony do dystrybucji sklepowej.
W ramach promocji zostały zrealizowane teledyski do utworów „Rottenberg” i „A-Z”.

## Lista utworów
Opracowano na podstawie materiału źródłowego.
1. „Rottenberg” – 4:34
2. „A-Z” – 3:59
3. „Po to by” – 3:46
4. „Definicja” – 3:36
5. „Po drugiej stronie” – 4:30
6. „Czas” – 3:06
7. „Drogowskazy” – 4:02
8. „Ślad” – 5:08